# Aldrin (cràter)

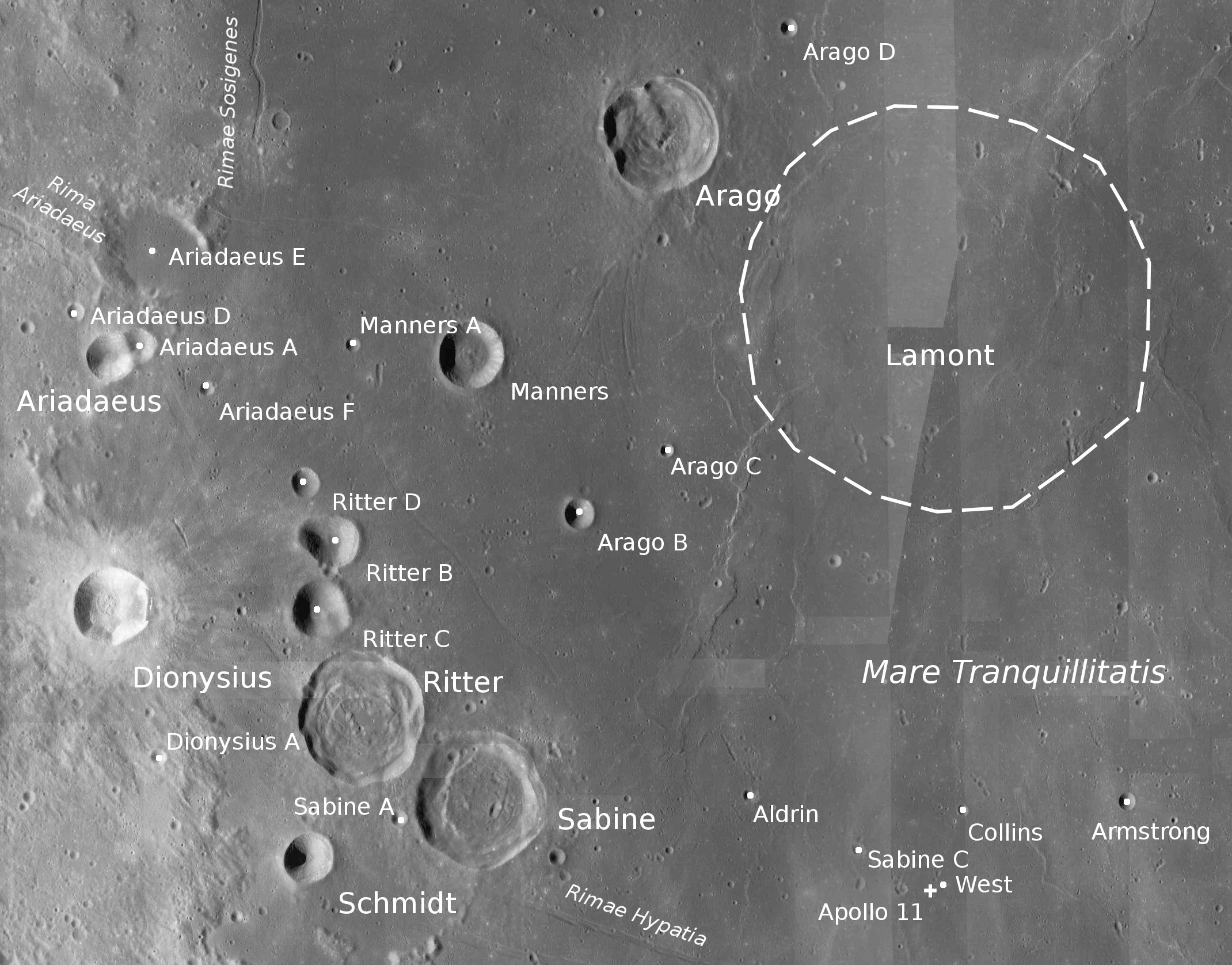
En la part inferior dreta es poden veure els cràters Aldrin, Collins, i Armstrong.

Aldrin és un petit cràter d'impacte de tan sols 3,4 km de diàmetre, que es localitza a la zona Sud del Mare Tranquillitatis, cap a l'est del cràter Sabine. Es troba a 50 km del lloc d'allunatge de l'Apol·lo 11. El cràter, anomenat en honor de l'astronauta nord-americà Buzz Aldrin, és el més occidental d'una línia de tres cràters anomenats com els tripulants de l'Apol·lo 11. Uns 30 km a l'est es troba el lloc d'allunatge de la sonda lunar Surveyor 5.

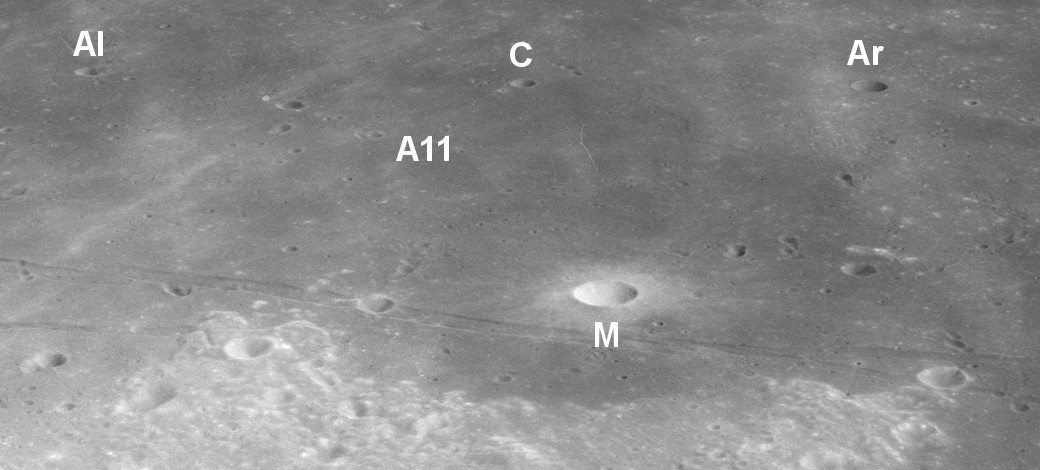
Vista obliqua presa des de l'Apol·lo 11. Aldrin, a dalt a l'esquerra

El cràter prèviament era identificat com Sabine B, abans de ser rebatejat per la Unió Astronòmica Internacional.